# Sampsa Nyysti
Sampsa Nyysti (* 21. September 1978) ist ein finnischer Schachspieler.

## Leben
Sampsa Nyysti stammt aus Jurva in Westfinnland und wohnt in Helsinki. Außer Schach spielt er auch Poker.

## Erfolge
Zweimal belegte Sampsa Nyysti bei den finnischen Einzelmeisterschaften einen Bronzerang: 2002 und 2011 jeweils in Helsinki und einmal wurde er Zweiter: 2015 hinter Mikael Agopov in Kalajoki. Für die finnische Nationalmannschaft spielte Nyysti bei den Schacholympiaden 2002 und 2006. sowie den Mannschaftseuropameisterschaften 2005, 2011 und 2015.
Im Vereinsschach nahm er sechs Mal am European Club Cup teil: 2000 und 2002 mit Taraus Tampere, 2003 mit dem Joensuun SK sowie 2012, 2013 und 2014 mit Shakkivelhot Porvoo. In der Saison 2001/02 der finnischen Liga hatte er mit 8,5 Punkten aus 9 Partien das beste Ergebnis aller Spieler. In der Mannschaftsmeisterschaft von Estland spielt er für die Mannschaft Panomiehet aus Soome bei Antsla.
Seit November 2002 trägt er den Titel Internationaler Meister. Eine IM-Norm erzielte er zum Beispiel bei einem First-Saturday-IM-Turnier der Kategorie II in Budapest im Oktober 2000, das er gewann. Normen zum Erhalt des Großmeister-Titels erzielt er bei der Schacholympiade im November 2002 in Bled, bei der er unter anderem gegen die Großmeister Dražen Sermek und Walter Arencibia gewann, sowie bei seinem dritten Platz beim 15. Heart of Finland-Turnier in Jyväskylä im Juli 2005.
Die Elo-Zahl Sampsa Nyystis beträgt 2324 (Stand: Januar 2025), seine bisher höchste war 2445 im Januar 2003.